# Arthur Walworth
Arthur Clarence Walworth (* 9. Juli 1903 in Newton, Massachusetts; † 10. Januar 2005 in Needham, Massachusetts) war ein US-amerikanischer Schriftsteller, der mit verschiedenen Werken zur Geschichte der Vereinigten Staaten in Erscheinung trat. Berühmtheit erlangte er vor allem durch seine zweibändige Biographie des US-Präsidenten Woodrow Wilson, deren erster Band ihm den Pulitzer-Preis einbrachte.

## Leben
Walworth machte 1921 an der Phillips Andover Academy seinen Schulabschluss und schloss 1925 sein Studium an der Yale University ab. Anschließend zog es ihn nach China, wo er ein Jahr lang an der Yali Middle School in Changsha Englisch und moderne europäische Geschichte unterrichtete. Ab 1927 arbeitete er beim Bildungsverlag Houghton Mifflin. Während des Zweiten Weltkriegs war er kurzzeitig als Autor von Nachrichtensendungen für das United States Office of War Information tätig.
Im Jahre 1946 erschien sein erstes historisches Werk Black Ships Off Japan: The Story of Commodore Perry's Expedition, das sich mit der diplomatischen Mission von Matthew Calbraith Perry und seinen Schwarzen Schiffen in Japan befasste. Auf Anraten des Harvard-Professors Arthur M. Schlesinger, Sr. begann er, sich näher mit Woodrow Wilson zu befassen. Sein zehnjähriges Studium der Lebensgeschichte des ehemaligen US-Präsidenten, bei dem er Interviews mit zahlreichen Weggefährten Wilsons führte und auch nach Europa reiste, um dort Quellenmaterial auszuwerten, mündete 1958 in der Veröffentlichung einer zweibändigen Biographie: Woodrow Wilson, Volume I: American Prophet und Woodrow Wilson, Volume II: World Prophet. Für den ersten Teil wurde er im darauffolgenden Jahr mit dem Pulitzer-Preis in der Kategorie Biographie oder Autobiographie ausgezeichnet.
In den folgenden Jahren verfasste er weitere Werke zur US-amerikanischen Geschichte, darunter America's Moment: American Diplomacy at the End of World War I (1977), ein Projekt, das er von seinem einstigen Mentor in Yale Charles Seymour übernahm, und Wilson and His Peacemakers: American Diplomacy at the Paris Peace Conference, 1919 (1986). 1985 zog sich Walworth in ein Altersheim in Needham zurück. Dort verstarb er 2005 an einem Herzstillstand. Er blieb zeit seines Lebens unverheiratet und kinderlos.